# Buira (Lérida)
Buira es una entidad de población española del municipio de Sarroca de Bellera, perteneciente a la provincia de Lérida, en la comunidad autónoma de Cataluña.

## Toponimia
El nombre del lugar puede encontrarse escrito con las grafías «Buira» y «Buyra».

## Historia
Hacia mediados del siglo XIX, el lugar, por entonces con ayuntamiento propio, tenía contabilizada una población de 28 habitantes. Aparece descrito en el cuarto volumen del Diccionario geográfico-estadístico-histórico de España y sus posesiones de Ultramar de Pascual Madoz con las siguientes palabras:

BUYRA: l. de la prov. de Lérida (26 horas), part. jud. y adm. de rent. de Tremp (9 1/2), aud. terr. y c. g. de Cataluña (Barcelona (50), dióc. de Urgel (23): sit. en un pequeño cerro dominado al E. por el monte de Santa Coloma y al N. por el de Castellvell de Bellera: goza de buena ventilacion y clima saludable: tiene 3 casas reunidas en el indicado punto, y otras 2 á media hora de aquellas, llamadas la Mola de Damunt la una, y la granja de Magin de la Bastila á la otra, con una igl. parr. bajo la advocacion de San Cornelio Mártir, aneja de la parr. de Sarroca, cuyo cura la sirve. La adm. municipal está á cargo del alc., único concejal. Cerca de las 3 casas mencionadas que dan nombre al pueblo, brota una fuente abundante y de buena calidad, de la cual se surten los vec. El térm. se estiende de N. á S. 2 horas, y E. á O. 1; confinando N. con Castellvell y Avellanos, de los cuales les divide el r. ó barranco que baja desde el último pueblo; por E. con los de Sarroca y Santa Coloma; S. con los de Perves y las Iglesias, y por O. con el de este mismo y Benes. El terreno montañoso, áspero, quebrado y de mala calidad, es propio tan solo para ganado lanar y cabrio; carece de bosque arbolado, pero abundan las malezas, peñascales y matorrales, donde se crian buenas yerbas de pasto. Tiene algunos huertos para el consumo, inmediatos al r. de Abellanos ó Mananet, que proporciona riego á los susceptibles de este beneficio, y da movimiento á un molino harinero. Los caminos son de pueblo á pueblo, de herradura y malos. prod.: trigo, patatas y pastos, los cuales arriendan á los forasteros por carecer de ganado propio. pobl.: 5 vec., 28 alm. cap. imp.: 6,473 rs. contr.: paga el 14,28 p.% de su riqueza imponible.
(Madoz, 1846, p. 683)

En la actualidad, pertenece al municipio de Sarroca de Bellera. En 2023, la entidad singular de población tenía empadronados 9 habitantes.